# 祝壽
祝寿（1476年—？年），字仁甫，山东济南府歷城縣人，明朝政治人物。

## 生平
治《春秋》，行一，由國子生中式甲子科（1504年）山東鄉試第三十二名舉人，年三十三歲中式正德三年（1508年）戊辰科會試第二百三十一名，第三甲第一百二十二名進士。历任至贵州黎平府知府，嘉靖九年（1530年）五月升云南布政使司右参政，十二年五月升河南右布政使，十二月云南巡抚顾应祥与巡按御史杨东互讦，祝寿因与杨东等置酒高会，被降一级。十四年正月官员考察，以不謹閑住。

## 家族
曾祖祝惟清。祖父祝升。父祝宽。前母张氏；母田氏。永感下，弟祝福。